# The Getaway (série de jeux vidéo)
The Getaway (la fuite) est une série de jeux vidéo de type GTA-like développée par Team Soho et débutée en 2002.

## Jeux
- 2002 : The Getaway
- 2004 : The Getaway: Black Monday
- 2006 : Gangs of London

Un The Gateway 3 a été mis en développement puis annulé.